# Dorfkirche Schmöckwitz

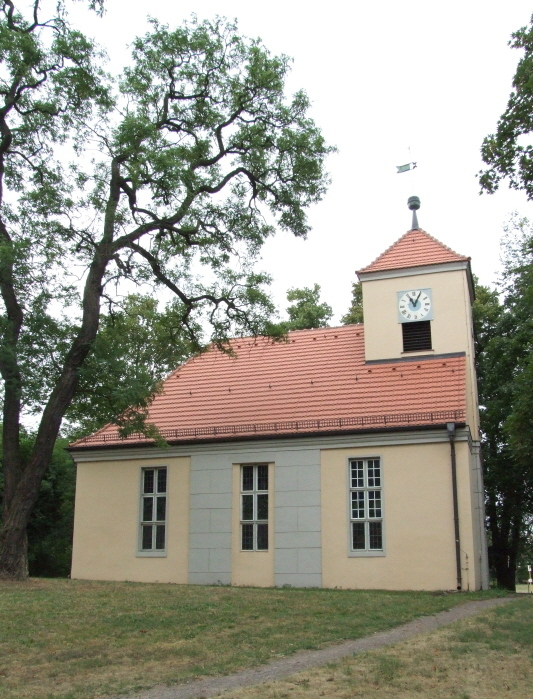
Dorfkirche Schmöckwitz

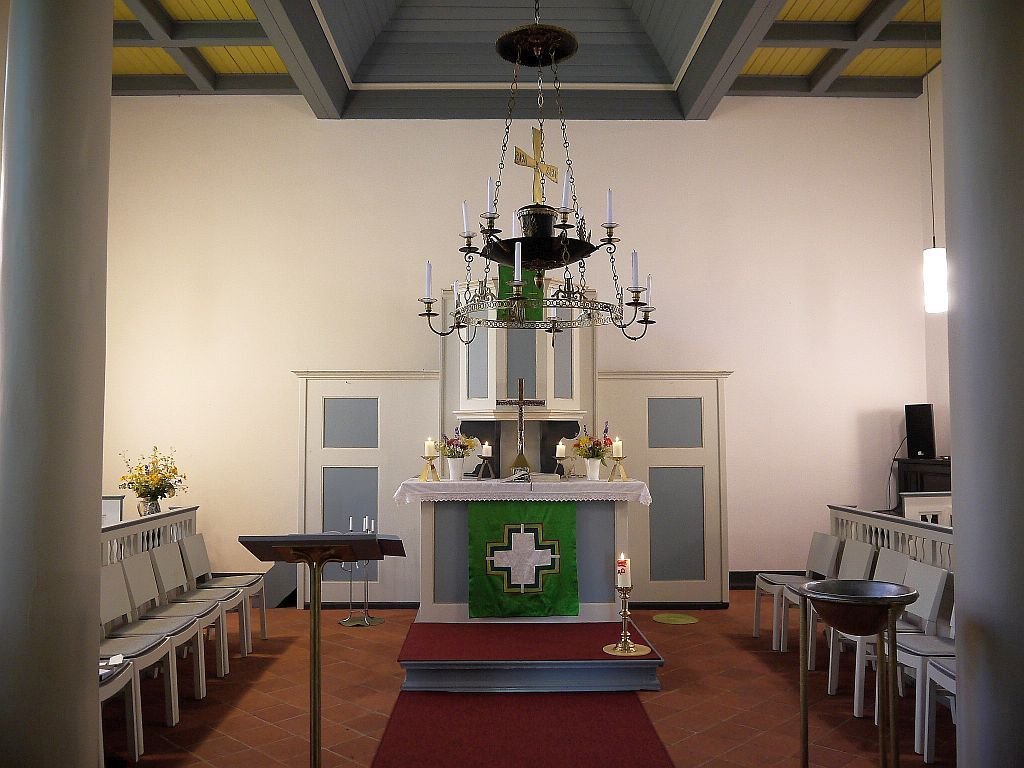
Innenraum (2020)

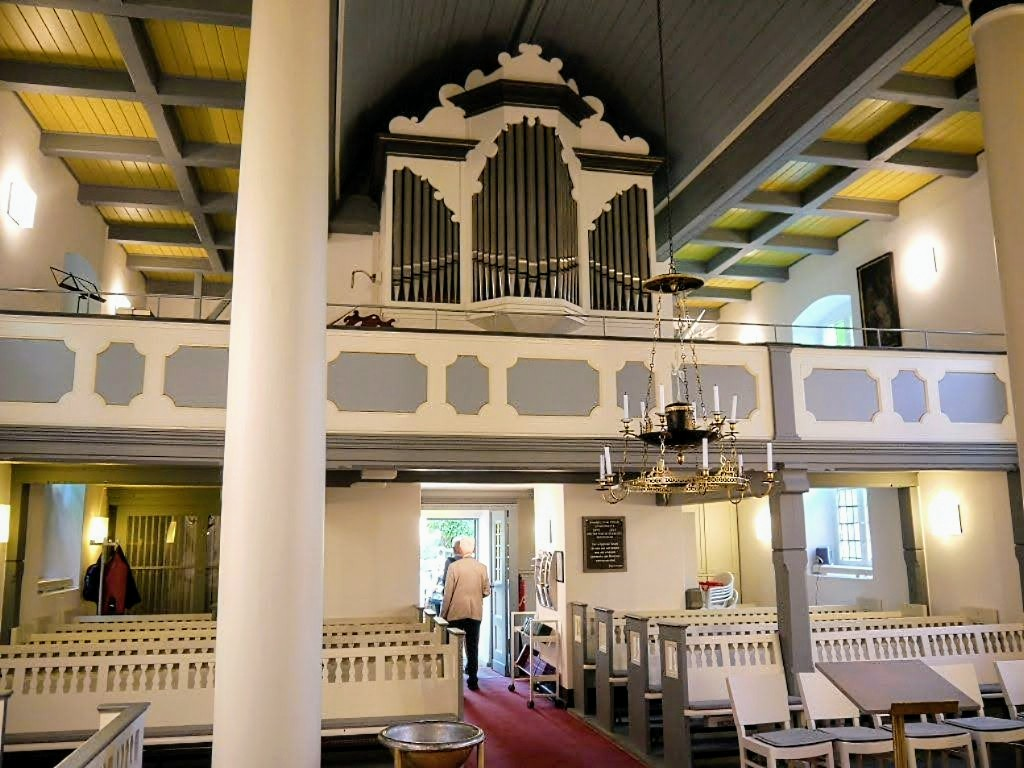
Innenraum, Blick zur Orgel

Die evangelische Dorfkirche Schmöckwitz steht am nordöstlichen Rand des Runddorfs Alt-Schmöckwitz auf einer Düne im Berliner Ortsteil Schmöckwitz, der zum Bezirk Treptow-Köpenick gehört. Sie wurde 1799 von Maurermeister Abraham Bocksfeld ohne besonderen Entwurf im Architekturstil des ländlich-schlichten Klassizismus als Saalkirche errichtet und ist eine der über 50 Dorfkirchen in Berlin. Der Anger mit Kirchplatz und Dorfkirche steht unter Denkmalschutz.

## Geschichte
Schmöckwitz, bis 1751 eine Insel, ist slawischen Ursprungs. Sicherlich spielte von Anfang an die Fischerei eine große Rolle. Um 1230 geriet das Dorf unter deutsche Herrschaft. Im Landbuch Karls IV., in dem das Fischerdorf 1375 erstmals urkundlich als Smekewitz (der Name bedeutet auf slawisch „am Schlangenort“) genannt wird, wird auch ein Schulze erwähnt, der offenbar für die Lieferung von Fischen der 15 Fischer (ohne verhuften Ackerbesitz) an die Burg Köpenick verantwortlich war, ebenso für Honig. Es fehlt jeder Hinweis auf eine Kirche. Erst das Brandenburger Bischofsregister von 1527/29 erwähnt eine Capella Schmekewitz. Im Dreißigjährigen Krieg brannte das Dorf Schmöckwitz mit der Kirche ab. Seit 1699 gibt es Eintragungen im Kirchenbuch. 1734 brannte die Kirche erneut ab; eine neue Holzkirche wurde 1735 eingeweiht, die bereits 1770 baufällig war.
Auf den Fundamenten der abgerissenen Kirche errichtete der Baumeister Abraham Bocksfeld, der an der Scharfen Lanke bei Pichelsdorf eine Ziegelei mit Kalkofen betrieb, ein neues Gotteshaus, das am 10. November 1799 eingeweiht wurde. 1910/11 wurde die Kirche nach Skizzen des Baumeisters Otto Stiehl umgebaut, 1979/80 instand gesetzt.

## Baubeschreibung
Theodor Fontane bezeichnete den verputzten Mauerwerksbau im Stil des ländlich-schlichten Klassizismus als „tristen Bau“. Die Saalkirche auf rechteckigem Grundriss ist mit einem Satteldach bedeckt. Das Dach über der fensterlosen Ostseite ist abgewalmt. Der Dachturm im Westen trägt ein Pyramidendach. In ihm hängt die 1709 von Johann Gottlieb Schultz gegossene Glocke. Das Kirchenschiff hat drei Fensterachsen. Die mittleren Rechteckfenster sind von Lisenen mit großflächiger Putzquaderung eingerahmt.
Das Innere besteht aus einem einfachen Saal mit einem hölzernen Muldengewölbe auf Holzsäulen.
Auf der Empore im Westen steht die von der Firma Alexander Schuke Potsdam Orgelbau hergestellte Orgel. Das Instrument wurde 1911 erbaut, und 1982 rekonstruiert. Das Instrument hat 8 Registern auf zwei Manualwerken und Pedal. Die Trakturen sind pneumatisch.
| I Hauptwerk C–f3 |           |    |
| 1.               | Prinzipal | 8′ |
| 2.               | Holflöte  | 8′ |
| 3.               | Octave    | 4′ |

| I Positiv C–f3 |            |    |
| 4.             | Salicional | 8′ |
| 5.             | Gedackt    | 8′ |
| 6.             | Rohrflöte  | 4′ |
| 7.             | Flautino   | 2′ |

| Pedalwerk C–d1 |         |     |
| 8.             | Subbass | 16′ |

- Koppeln: II/I, I/P, II/P
- Nebenregister: Tutti, Calcant.

Bereits Fontane erwähnt einen klassizistischen Kronleuchter von 1816 in der Mitte der Kirche hängend, verziert mit einem Tschako und dem Eisernen Kreuz. Er erinnert an die Befreiungskriege, ebenso wie die Fahne der ersten Division des Landsturms mit der Jahreszahl 1813 unter dem auffliegenden preußischen Adler. Der schlichte Kanzelaltar stammt aus der Bauzeit. Über dem südlichen Seiteneingang befindet sich seit dem Anfang des 19. Jahrhunderts eine Glasmalerei im Stil der italienischen Renaissance. Die übrigen Glasgemälde stammen von 1937.